# Кастелбјаг
Кастелбјаг (фр. Castelbiague) насеље је и општина у јужној Француској у региону Миди Пирене, у департману Горња Гарона која припада префектури Сен Годан.
По подацима из 2011. године у општини је живело 225 становника, а густина насељености је износила 38,53 становника/km². Општина се простире на површини од 5,84 km². Налази се на средњој надморској висини од 376 метара (максималној 702 m, а минималној 334 m).

## Демографија
| 1962. | 1968. | 1975. | 1982. | 1990. | 1999. | 2011. |
| ----- | ----- | ----- | ----- | ----- | ----- | ----- |
| 204   | 205   | 208   | 210   | 205   | 209   | 225   |

График промене броја становника у току последњих година